# حمى أوروبوش
حُمى أوروبوش هي عدوى فيروسية تؤدي عادة إلى ظهور مفاجئ للحمى والصداع وآلام العضلات، تظهر الأعراض خلال فترة تتراوح بين 3 و 10 أيام بعد الإصابة، وتتعافى معظم الحالات في غضون 7 أيام، ومع ذلك تعاود الأعراض الظهور بعد أسبوع أو أسبوعين عند نصف المصابين. تشمل المضاعفات أحيانًا التهاب السحايا والتهاب الدّماغ وقد تحدث عيوب خلقية.
ينتج هذا المرض عن أحد الأنواع الأربعة من فيروس أوروبوش (OROV)، وهو أربوفيروس من عائلة فيروسات بيريبونيافيريدا (Peribunyaviridae ينتشر عن طريق البراغيش من نوع (Culicoides paraensis) وفي حالات أقل شيوعًا عن طريق البعوض، ولا دليل على انتقاله المباشر بين البشر. لا يمكن الاعتماد على الأعراض وحدها لتشخيص المرض بدقة، لكن طرق التشخيص الأفضل، كتفاعل البوليميراز المتسلسل والفحوصات المصلية، غالبًا ما تكون غير متوفرة.
لا يوجد لقاح أو علاج محدد، وتعتمد التدابير العلاجية على التعامل مع الأعراض باستخدام الأسيتامينوفين وشرب كمية كافية من السوائل والراحة، ويُفضَل تجنب الأسبرين. من أساليب الوقاية، تجنب لدغات البعوض باستخدام ناموسية، وارتداء ملابس تغطي الأطراف، واستخدام طارد للحشرات يحتوي على مادة DEET. لا يعتبر المرض خطيرًا، فقد سُجّلت حالتا وفاة فقط يُحتمل ارتباطهما به منذ بداية العام 2025.
تجاوز عدد حالات الإصابة بحمى أوروبوش حوالى نصف مليون حالة منذ اكتشافها سنة 1955. تفشى المرض بشكل عام في منطقة البحر الكاريبي وأمريكا الوسطى وأمريكا الجنوبية، مع توسّع مستمر في الرقعة الجغرافية التي يتفشى فيها، وأُكِدت أول حالة إصابة في كوبا في شهر حزيران/يونيو سنة 2024. سُمّيَ المرض على اسم المنطقة التي اكتُشفَ فيها وهي نهر أوروبوش في ترينيداد وتوباغو.